# Виборчий округ 144
Виборчий округ 144 — виборчий округ в Полтавській області. В сучасному вигляді був утворений 28 квітня 2012 постановою ЦВК №82 (до цього моменту існувала інша система виборчих округів). Окружна виборча комісія цього округу розташовується в приміщенні Шевченківської районної в місті Полтаві ради за адресою м. Полтава, вул. Івана Мазепи, 30.
До складу округу входять Подільський і Шевченківський райони міста Полтава. Виборчий округ 144 оточений округом 145 з усіх сторін, тобто є анклавом. Виборчий округ №144 складається з виборчих дільниць під номерами 531188-531272.

## Народні депутати від округу
| Ім'я                          | Фото | Партія               | Скликання | Дата набуття повноважень | Дата припинення повноважень |
| ----------------------------- | ---- | -------------------- | --------- | ------------------------ | --------------------------- |
| Каплін Сергій Миколайович     |      | УДАР                 | 7-ме      | 12 грудня 2012           | 27 листопада 2014           |
| Каплін Сергій Миколайович     |      | Блок Петра Порошенка | 8-ме      | 27 листопада 2014        | 29 серпня 2019              |
| Нальотов Дмитро Олександрович |      | Слуга народу         | 9-те      | 29 серпня 2019           |                             |

## Результати виборів

### Парламентські

#### 2019
Кандидати-мажоритарники:
- Нальотов Дмитро Олександрович (Слуга народу)
- Мамай Олександр Федорович (самовисування)
- Каплін Сергій Миколайович (самовисування)
- Бублик Олександр Васильович (самовисування)
- Мірошніченко Вікторія Миколаївна (Європейська Солідарність)
- Матвійчук Юліан Олександрович (Свобода)
- Поліщук Денис Володимирович (самовисування)
- Політуча Анна Ігорівна (Голос)
- Кузьменко Ірина Миколаївна (Батьківщина)
- Орліковський Артур Андріанович (Сила і честь)
- Таран Дмитро Павлович (Опозиційний блок)
- Чередніченко Сергій Іванович (Соціалістична партія України)
- Стасенко Володимир Миколайович (самовисування)
- Петушинська Юлія Віталіївна (самовисування)
- Шупта Валерій Миколайович (Воля)
- Русін Олег Петрович (Патріот)
- Пєтушков Андрій Олексійович (самовисування)
- Кетов Юрій Олегович (Разом сила)

#### 2014
Кандидати-мажоритарники:
- Каплін Сергій Миколайович (Блок Петра Порошенка)
- Кривошеєв Юрій Борисович (Народний фронт)
- Балибіна Ірина Вікторівна (самовисування)
- Бойко Віталій Ілліч (Комуністична партія України)
- Клименко Анатолій Юрійович (Батьківщина)
- Чередніченко Сергій Іванович (самовисування)
- Гаранін Віктор Дмитрович (Громадянська позиція)
- Бульбаха Сергій Володимирович (самовисування)
- Науменко В'ячеслав Васильович (Радикальна партія)
- Костромінов Сергій Анатолійович (Правий сектор)
- Лавриненко Олена Миколаївна (Опозиційний блок)
- Челебій-Кравченко Костянтин Григорович (Сильна Україна)
- Макуха Олександр Анатолійович (самовисування)
- Шупта Валерій Миколайович (самовисування)
- Маслак Віра Миколаївна (самовисування)
- Жуковська Ольга Василівна (Українська народна партія)
- Царенко Андрій Анатолійович (Конгрес українських націоналістів)
- Ляхов Ігор Олексійович (Зелена планета)
- Чопенко Віта Володимирівна (самовисування)
- Фарило Петро Васильович (самовисування)

#### 2012
Кандидати-мажоритарники:
- Каплін Сергій Миколайович (УДАР)
- Залужний Олександр Михайлович (самовисування)
- Матковський Андрій Всеволодович (самовисування)
- Ковальчук Василь Григорович (самовисування)
- Бойко Віталій Ілліч (Комуністична партія України)
- Демков Олег Анатолійович (самовисування)
- Добровольська Анна Михайлівна (Україна — Вперед!)
- Маслак Віра Миколаївна (Українська народна партія)
- Баранов Андрій Павлович (самовисування)
- Кривенко Сергій Володимирович (самовисування)
- Горбатько Олексій Григорійович (Партія зелених України)
- Бажан Віктор Васильович (самовисування)
- Чорнокондратенко Валерій Володимирович (Народна партія)
- Свиридович Сергій Володимирович (самовисування)

## Явка
Явка виборців на окрузі: